# Torre Antoni Garau Simonet
La Torre Antoni Garau Simonet és un edifici situat al carrer de Montserrat de Casanovas, 64 de Barcelona, catalogada com a bé cultural d'interès local.

## Història
Va ser projectada el 1905 per l'arquitecte Roc Cot i Cot per a Antoni Garau i Simonet.

## Descripció
Per un costat està adossada a la casa veïna mentre que la resta de l'immoble s'obre al jardí. És de planta rectangular però està formada per diferents volums que van des de només planta baixa a una torre amb tres pisos més.
La façana principal és la que va perpendicular al carrer i queda dins de la parcel·la. Aquesta consta d'un volum central rectangular de planta baixa, un pis i terrat amb dos cossos annexos a banda i banda d'una sola planta amb terrat. Per darrere, i fent la mitgera amb la casa veïna, hi ha un cos de planta baixa i dos pisos amb una torrassa al centre.
A la planta baixa destaca el cos d'una planta que sóna al carrer on s'obre una galeria tancada amb vitralls i una reixa de ferro forjat. Al centre i les cantonades hi ha pilars amb capitell esglaonat . a sobre hi ha una terrassa amb barana de ferro forjat i pilars de formes arrodonides on es recolzen gerros de pedra amb flors esculpides. Les altres finestres que s'obren en aquest nivell són allindades amb un emmarcament de formes ondulants. Les obertures del primer pis tenen la mateixa decoració que les inferiors; aquestes s'obren a la terrassa dels cossos laterals o a balcons individuals amb barana de ferro forjat.
El cos principal queda coronat amb una cornisa decorada amb mènsules que recorden als triglifs clàssics. Per sobre hi ha la barana de la terrassa; és de pedra, amb formes corbades i petites baranes de ferro forjat. Al centre de la façana principal aquest barana agafa la forma de frontó semicircular. Tota la barana està decorada amb florons de diferents tipologies i el mur amb petits elements ceràmics.
El cos paral·lel, que té una planta més, té les finestres del pis superior allindanades sense cap decoració. per sobre hi ha una cornisa sobre la qual hi ha el mur de tancament de la terrassa que, igual que el cos principal, té formes ondulants combinat amb barana de ferro forjat i es decora amb florons.
Per acabar, la torre té, al seu últim pis, finestres estretes i allargades amb la llinda ressaltada amb una motllura ondulant i una peça ceràmica blava, en forma de rombe, al centre. Petits elements ceràmics decoren el parament. La torre queda coronada per una cornisa sobre la qual hi ha el mur de tancament del terrat; aquesta barana està lleugerament corbada i més elevada pels extrems per tal de col·locar-hi florons escultòrics.